# بسکتبال در آب

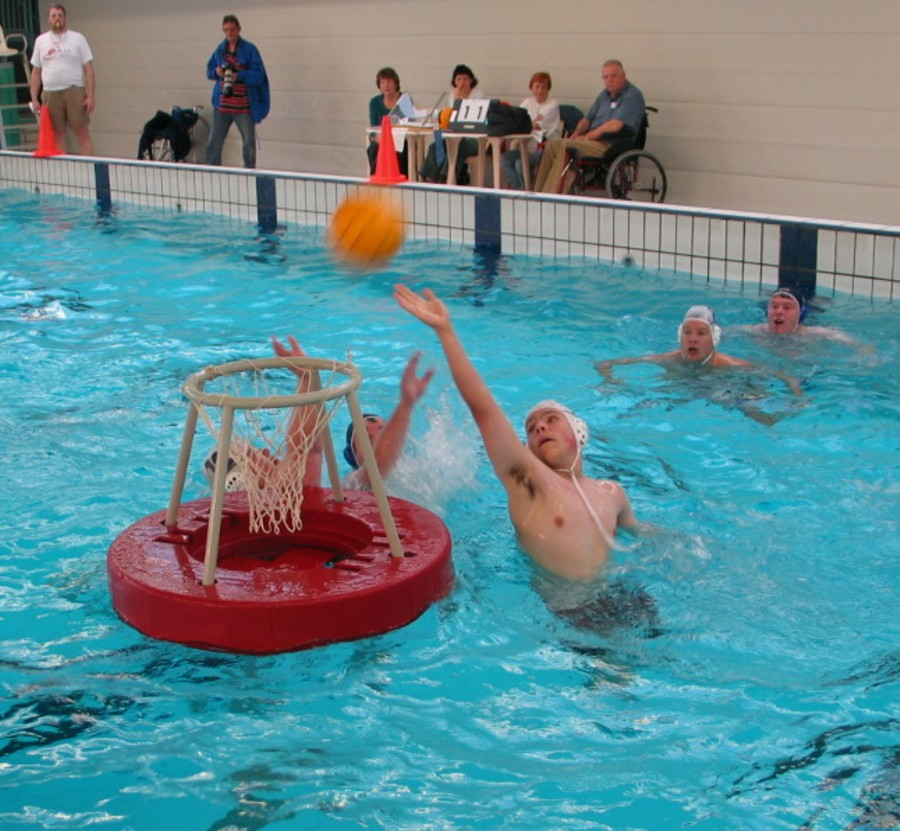
یک بازی بسکتبال در آب

بسکتبال در آب (به انگلیسی: Water basketball) ورزشی ترکیب شده بین بسکتبال و واتر پلو می‌باشد. در این بازی در هر تیم ۵ بازیکن وجود دارد و باید توپ را وارد سبد کنند. این ورزش بیشتر در ایالات متحده آمریکا، برزیل و اروپا رواج دارد.
این ورزش قبل از درآمدن به شکل امروزی در دهه ۱۹۷۰ در هلند رواج داشته‌است.
در سال ۲۰۰۵، فدراسیون بسکتبال ایتالیا، این بازی را به عنوان نوعی از بسکتبال به رسمیت شناخته‌است.